# Avenida Soldati
La Avenida Alberto de Soldati es una avenida de San Miguel de Tucumán, Tucumán, Argentina. Se extiende desde avenida Gobernador del Campo hasta Benjamín Aráoz. Es también llamada Avenida de los Próceres, por la presencia de estatuas de figuras y caudillos históricos tucumanos. Lleva el nombre del senador Alberto de Soldati, quien propuso la creación del Parque 9 de Julio.

## Historia
La Avenida Soldati fue trazada junto a la creación del Parque 9 de julio como límite oeste del mismo. Entre 1948 y 1952 se promulgaron leyes para la pavimentación, iluminación, construcción de veredas y entubamiento de una acequia que recorría la avenida. En 1977 se instalaron 13 esculturas de los siguientes próceres en el sector este de la avenida: Julio Argentino Roca, Bernabé Aráoz, Marcos Paz, Juan Bautista Alberdi, Alejandro Heredia, José Álvarez Condarco, Ildefonso de las Muñecas, Bernardo de Monteagudo, Lucas Córdoba, Gregorio Aráoz de Lamadrid, José Eusebio Colombres y Nicolás Avellaneda. Por esta razón también se la conoce como Avenida de los Próceres. Estas fueron restauradas en 2022, al encontrarse deterioradas y algunas con riesgo de colapso estructural.
En 2014 y 2015 se hicieron obras de revalorización en el sector del parque lindante a la avenida. Estos trabajos consistieron en la construcción de una nueva pista de salud, merenderos, mobiliario urbano, juegos infantiles y alumbrado público. En 2023 se propuso cambiar el sentido de circulación de esta arteria vehicular, para darle un sentido único sur-norte. Este proyecto al final se descartó y no se llevó a cabo.

## Sitios de interés
A lo largo de esta avenida se desarrollan varios lugares de interés y emblemáticos:
- Parque 9 de Julio
- Hotel Catalinas Park
- Hotel Garden Park
- Sheraton Hotel Tucumán